# كودي (مقاطعة غرين)
كودي هي منطقة فردية في جنوب شرق مقاطعة غرين التابعة لولاية ميزوري في الولايات المتحدة الأمريكية.
تقع كودي بين سبرينغفيلد وروجرزفيل عند تقاطع طريق الولايات المتحدة 60 وطريق ميسوري 125.

## التاريخ
فيها مكتب بريد تأسس في عام 1901، وبقي في العمل حتى عام 1905. سميت المنطقة باسم وليام فريدريك «بافالو بيل» كودي.